# Хосе Марија Буљубашић
Хосе Марија Буљубашић (шп. José María Buljubasich; Фирмат, 12. мај 1971) је бивши аргентински фудбалер. Играо је на позицији голмана.
Буљубашић је пореклом са острва Брач у Далмацији, одакле су се његови преци доселили у Аргентину након Првог светског рата.

## Успеси
Росарио сентрал
- Копа КОНМЕБОЛ: (финале: 1998)[5]

 Ривер Плејт
- Прва лига Аргентине (1) : 2003. Клаусура[6]

 Универсидад католика
- Прва лига Чилеа  (1) : 2005. Клаусура[7]